# ABC (langage)
Pour les articles homonymes, voir ABC.
ABC est un langage de programmation impératif au typage fort et supportant le polymorphisme, développé au Centrum voor Wiskunde en Informatica (CWI) par Leo Geurts, Lambert Meertens, et Steven Pemberton. Il a été conçu pour être le successeur du BASIC, Pascal et Awk. Il s'inspire de SETL et Algol 68. Sa dernière version (1.05.02) fonctionne sous Unix, DOS, Atari, et Macintosh.
ABC a une implémentation monolithique, difficilement adaptable ; de plus, il ne peut pas accéder aux fonctions du système d'exploitation sur lequel il tourne.
Il a inspiré la syntaxe du langage de programmation Python car son créateur, Guido van Rossum, l'a utilisé au début des années 1980,.

## Exemple
Exemple d'une fonction words qui retourne une collection des mots présents dans « document » :
```
 HOW TO RETURN words document:
    PUT {} IN collection
    FOR line IN document:
       FOR word IN split line:
          IF word not.in collection:
             INSERT word IN collection
    RETURN collection

```